# Lastovke
Lastovke (znanstveno ime Hirundinidae) so družina ptic pevk, v katero uvrščamo 92 vrst, prilagojenih za lov na žuželke v letu. Znane so po vitkih telesih, ostrih perutih in dolgih repih, na račun česar so zelo učinkoviti ter spretni letalci, plen pa lovijo s kratkimi, širokimi kljuni. Po drugi strani so noge kratke in šibke, neprimerne za dolgotrajnejšo hojo. Ta vzorec telesne zgradbe je prisoten pri vseh predstavnikih družine. Operjenost po vrhu telesa je pogosto iridescenčno modra ali zelena, vrste, ki gnezdijo v duplinah v tleh, pa so bolj rjavkaste.
Nekatere vrste, predvsem evropske in ameriške, so znane tudi po tem, da se selijo na dolge razdalje, kot družina pa so razširjene po vsem svetu. Nekaj vrst se je prilagodilo na gnezdenje v bližini človeka, mestna in kmečka lastovka do te mere, da le še redko gnezdita v naravi. Ti dve označujemo za sinantropni vrsti. Ljudje jih običajno sprejemajo z naklonjenostjo, saj lovijo nadležne žuželke, tako da so skozi zgodovino postale predmet številnih mitov in legend. V zavesti Evropejcev je denimo prihod lastovk s prezimovališč v Afriki močno povezan s koncem zime in nastopom pomladi.
V Sloveniji je možno opaziti pet vrst: 
- breguljka (Riparia riparia)
- skalna lastovka (Ptyonoprogne rupestris)
- kmečka lastovka (Hirundo rustica)
- mestna lastovka (Delichon urbicum)
- rdeča lastovka (Cecropis daurica)

## Seznam vrst
Družina vsebuje 92 vrst v 21 rodovih.
| Slika | Rod                            | Vrste |
| ----- | ------------------------------ | --- |
|       | Pseudochelidon Hartlaub, 1861  | - Pseudochelidon eurystomina, afriška rečna lastovka - Pseudochelidon sirintarae, belooka rečna lastovka |
|       | Psalidoprocne Cabanis, 1850    | - Psalidoprocne nitens - Psalidoprocne pristoptera - Psalidoprocne obscura - Psalidoprocne albiceps - Psalidoprocne fuliginosa |
|       | Neophedina Roberts, 1922       | - Neophedina cincta |
|       | Phedinopsis Wolters, 1971      | - Phedinopsis brazzae |
|       | Phedina Bonaparte, 1855        | - Maskarenska lastovka, Phedina borbonica |
|       | Riparia Forster,T, 1817        | - Riparia congica - Riparia riparia, breguljka - Riparia diluta - Riparia paludicola - Riparia chinensis - Riparia cowani |
|       | Tachycineta Cabanis, 1850      | - Tachycineta bicolor - Tachycineta cyaneoviridis - Tachycineta thalassina - Tachycineta euchryseav - Tachycineta albilinea - Tachycineta leucorrhoa - Tachycineta meyeni - Tachycineta stolzmanni - Tachycineta albiventer                                                                                            |
|       | Atticora Gould, 1842           | - Atticora fasciata - Atticora pileata - Atticora tibialis |
|       | Pygochelidon Baird, SF, 1971   | - Pygochelidon cyanoleuca - Pygochelidon melanoleuca |
|       | Alopochelidon Ridgway, 1903    | - Alopochelidon fucata |
|       | Orochelidon Ridgway, 1903      | - Orochelidon flavipes - Orochelidon murina - Orochelidon andecola |
|       | Stelgidopteryx Baird, SF, 1858 | - Stelgidopteryx serripennis - Stelgidopteryx ruficollis |
|       | Progne Boie, F, 1826           | - Progne tapera - Progne murphyi - Progne modesta - Progne subis - Progne elegans - Progne chalybea - Progne sinaloae - Progne cryptoleuca - Progne dominicensis |
|       | Pseudhirundo Roberts, 1922     | - Pseudhirundo griseopyga |
|       | Cheramoeca Cabanis, 1850       | - Cheramoeca leucosterna |
|       | Ptyonoprogne Reichenbach, 1850 | - Ptyonoprogne rupestris, skalna lastovka - Ptyonoprogne obsoleta - Ptyonoprogne rufigula - Ptyonoprogne fuligula - Ptyonoprogne concolor |
|       | Hirundo Linnaeus, 1758         | - Hirundo nigrorufa - Hirundo atrocaerulea - Hirundo leucosoma - Hirundo megaensis - Hirundo dimidiata - Hirundo tahitica - Hirundo domicola - Hirundo neoxena - Hirundo albigularis - Hirundo smithii - Hirundo nigrita - Hirundo rustica, kmečka lastovka - Hirundo angolensis - Hirundo lucida - Hirundo aethiopica |
|       | Delichon Moore, F, 1854        | - Delichon urbicum, mestna lastovka - Delichon lagopodum - Delichon dasypus - Delichon nipalense |
|       | Cecropis Boie, F, 1826         | - Cecropis cucullata - Cecropis rufula - Cecropis daurica, rdeča lastovka - Cecropis melanocrissus - Cecropis hyperythra - Cecropis badia - Cecropis abyssinica - Cecropis semirufa - Cecropis senegalensis |
|       | Atronanus De Silva, 2018       | - Atronanus fuliginosus |
|       | Petrochelidon Cabanis, 1850    | - Petrochelidon pyrrhonota, pečinska lastovka - Petrochelidon fulva - Petrochelidon rufocollaris - Petrochelidon preussi - Petrochelidon rufigula - Petrochelidon perdita - Petrochelidon spilodera - Petrochelidon fluvicola - Petrochelidon ariel - Petrochelidon nigricans                                          |